# Criação do Sol, Lua e plantas
Criação do Sol, Lua e Plantas é um dos afrescos de Michelangelo das nove cenas dos livros do Gênesis no teto da Capela Sistina. É a segunda cena da sequência cronológica no teto, representando o terceiro e o quarto dia da história da Criação juntos em um painel.

## História
Ao pintar a abóbada, Michelangelo procedeu desde os vãos próximos à porta de entrada, aquela usada durante as entradas solenes da capela pelo pontífice e sua comitiva, até o vão acima do altar. A meio da obra, em 1510, o andaime foi desmontado na primeira metade da capela e reconstruído, no outono de 1511, na outra metade. A Criação do Sol, Lua e Plantas (Gênesis 1:11-19) é, portanto, parte do segundo bloco. Nessas cenas, notamos como as figuras se tornaram maiores e mais monumentais, com um aparato composicional mais conciso e gestos mais essenciais e peremptórios.
A cena foi pintada em sete “dias” de afresco, a partir do canto superior direito. As figuras eram feitas pela técnica de gravura direta, enquanto os discos do sol e da lua eram desenhados diretamente no gesso, com compasso.

## Descrição e estilo
A cena faz parte do conjunto de três cenas relacionadas à Criação do mundo, Separação Entre Luz e Trevas e Separação Entre a Terra e Água. A ordem sequencial do texto bíblico veria a Separação Entre a Terra e Água como uma segunda história, definida no segundo dia, mas um painel maior foi reservado para a Criação do Sol, Lua e Plantas (terceiro e quarto dias da criação), quebrando assim a sequência "histórica".
Contra um fundo de céu claro, Michelangelo retratou duas cenas consecutivas da Criação, com uma essencialidade de grande impacto. Deus é representado do lado esquerdo e direito da pintura enquanto, cria as estrelas, abrindo os braços com um gesto peremptório (na direita) e dando vida às plantas da Terra estendendo a mão direita (na esquerda do afresco). Deus é pego por um vento impetuoso que incha suas roupas e bagunça seus cabelos e barba, um símbolo do poder divino gerador. As duas imagens são intimamente complementares e fortemente dinâmicas e poderosas, alternando-se ao "reverso", uma vez de frente e de trás. As duas metades não são exatamente simétricas, com preponderância para a cena da direita, em que Deus flutua envolto em um manto soprado por um vento vigoroso no qual existe uma pequena mas significativa corte angelical (identificada por alguns como uma alusão aos quatro elementos). Se deste lado parece mover-se impetuosamente em direção ao observador, à esquerda ele se afasta por um curto período de tempo. O esquema de cores é todo jogado nos tons de violeta do manto do Criador, comuns a todas as três histórias da Criação do Mundo, e nas cores frias: cinza e azul muito claro; com a única exceção do sol intenso no centro, representado como um disco dourado, enquanto a lua tem a forma de uma esfera perolada. Roxo era a cor das vestes sacerdotais durante a Quaresma e o Advento, duas das mais importantes solenidades celebradas pela corte papal na capela.
Os contrastes de luz e sombra são fortes e acentuados, com uma tensão dinâmica que surge do duplo efeito "instantâneo" da imagem. Entre as vantagens de uma dupla representação em uma mesma cena, além de razões filosóficas e composicionais, está também a de sugerir uma visão múltipla típica da escultura.

Detalhes
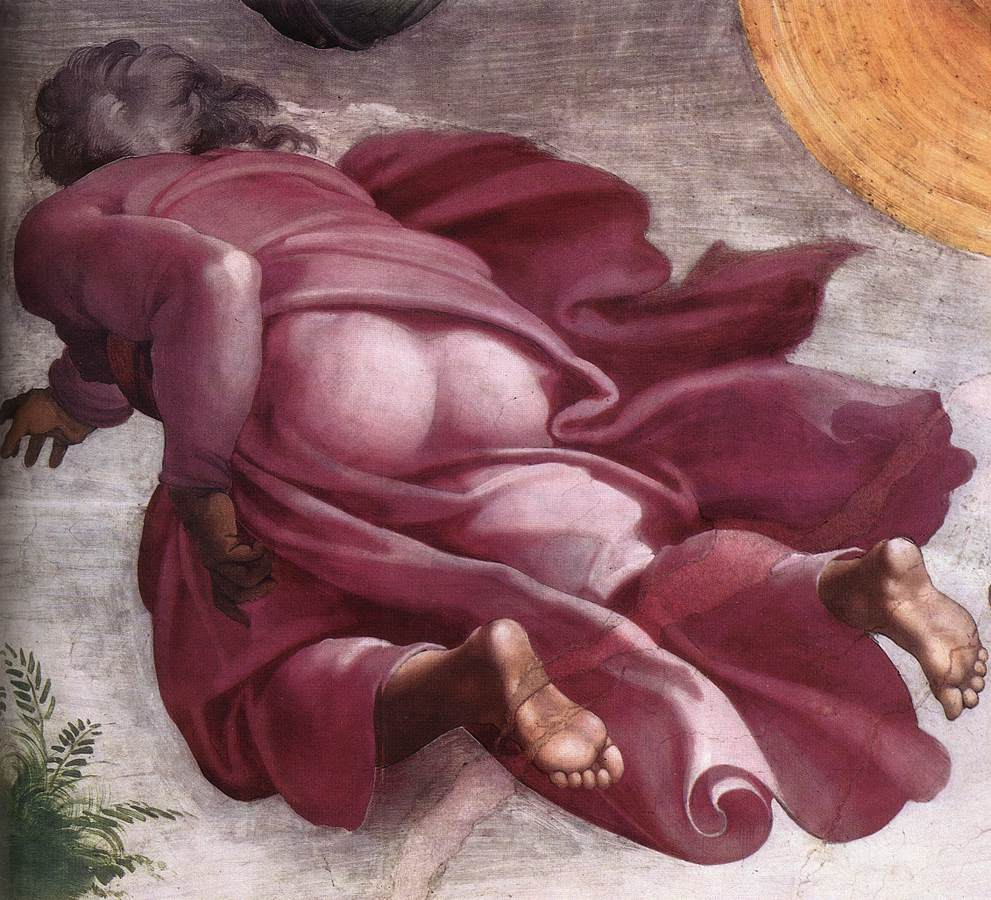
Detalhe de Deus no lado esquerdo da pintura
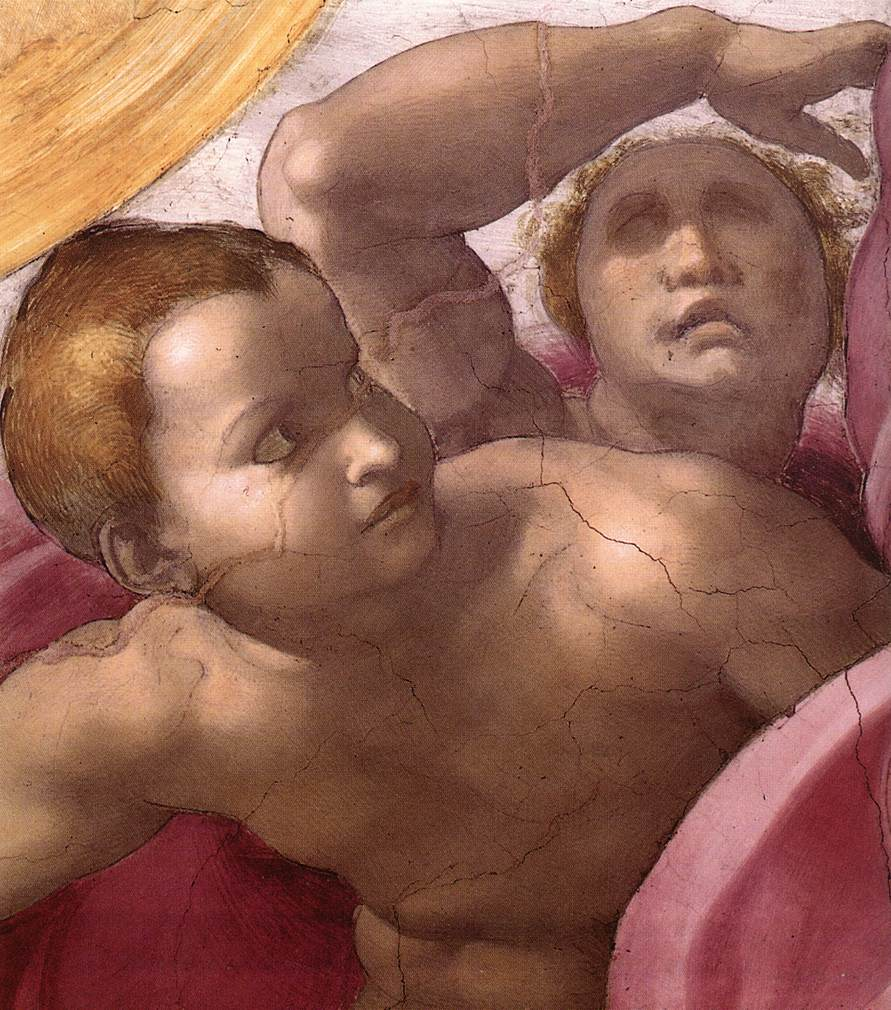
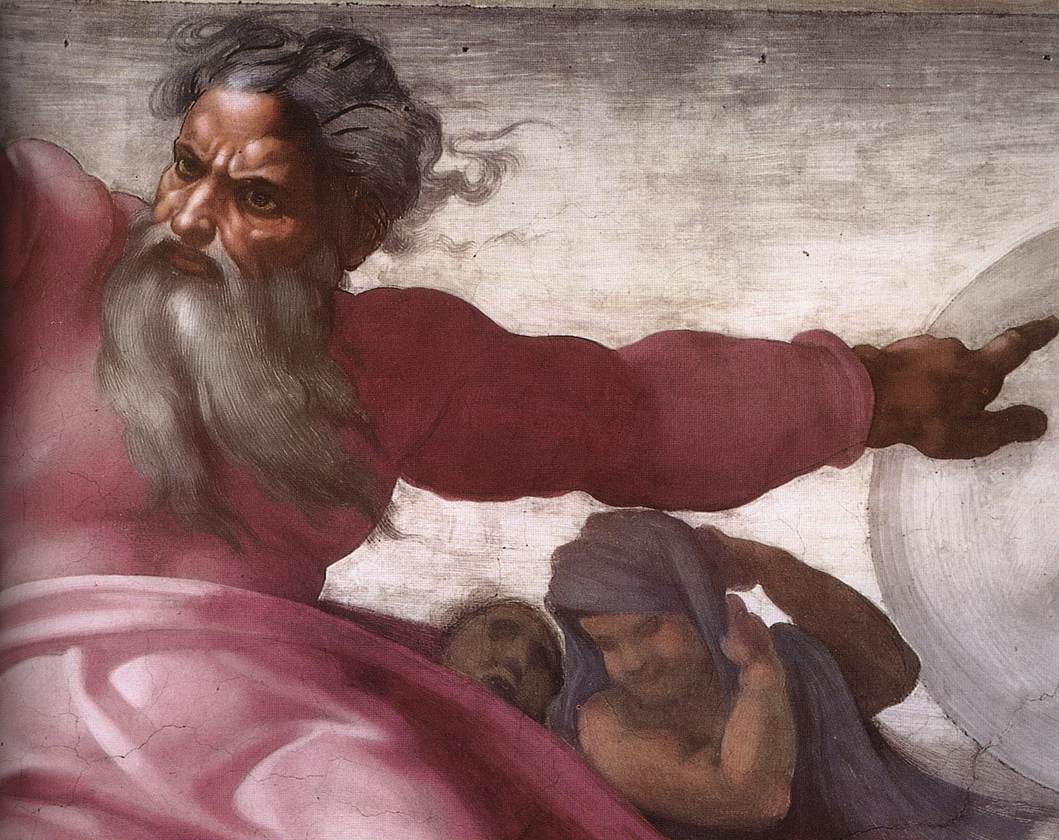
Deus no lado direito da pintura
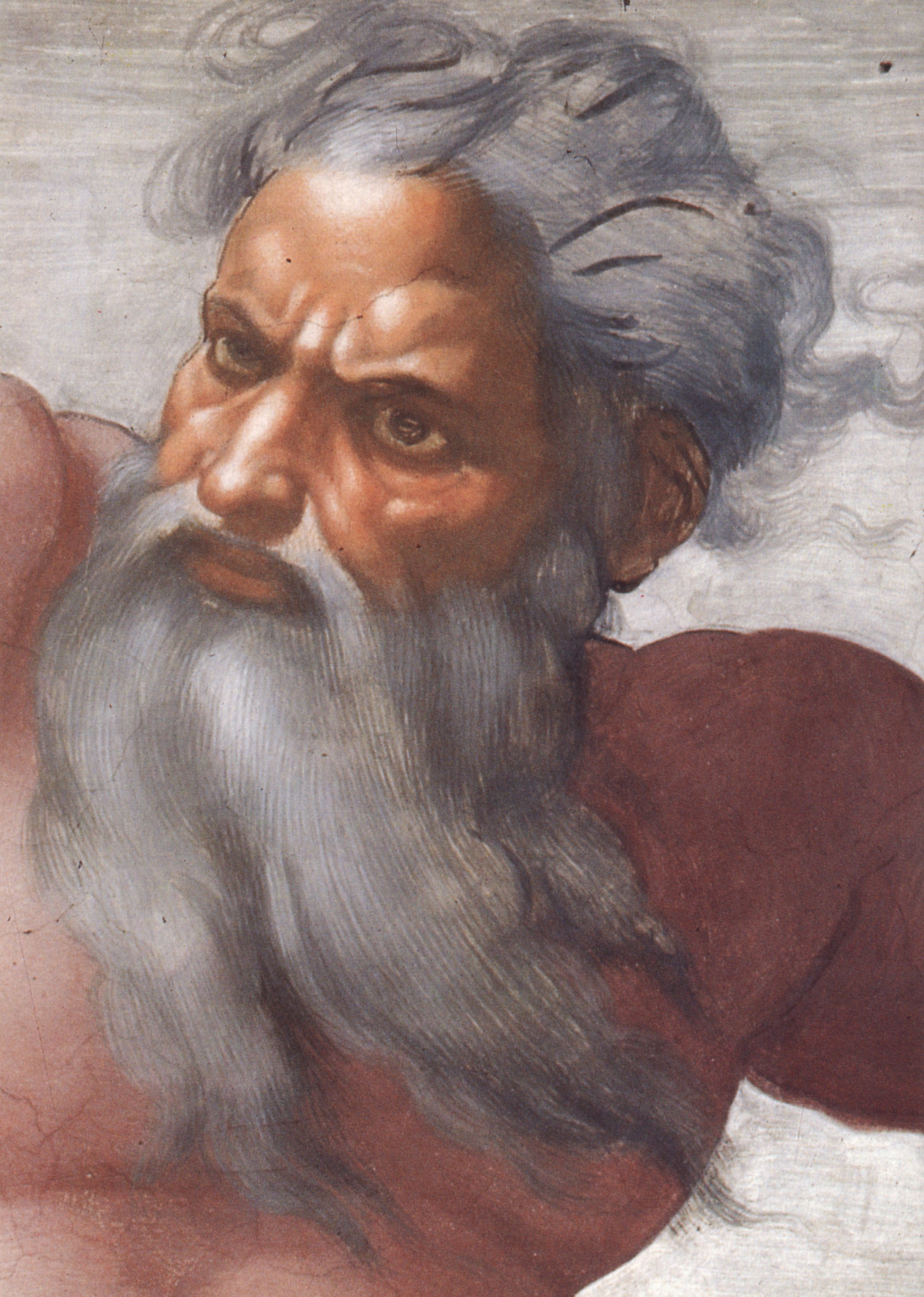
Detalhe da face de Deus
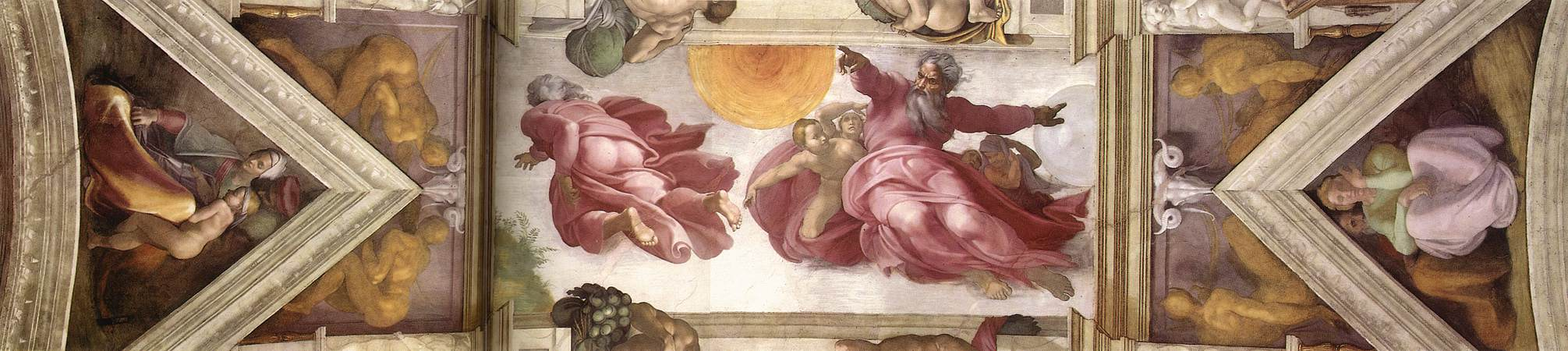
No teto da Capela Sistina

## Restauração

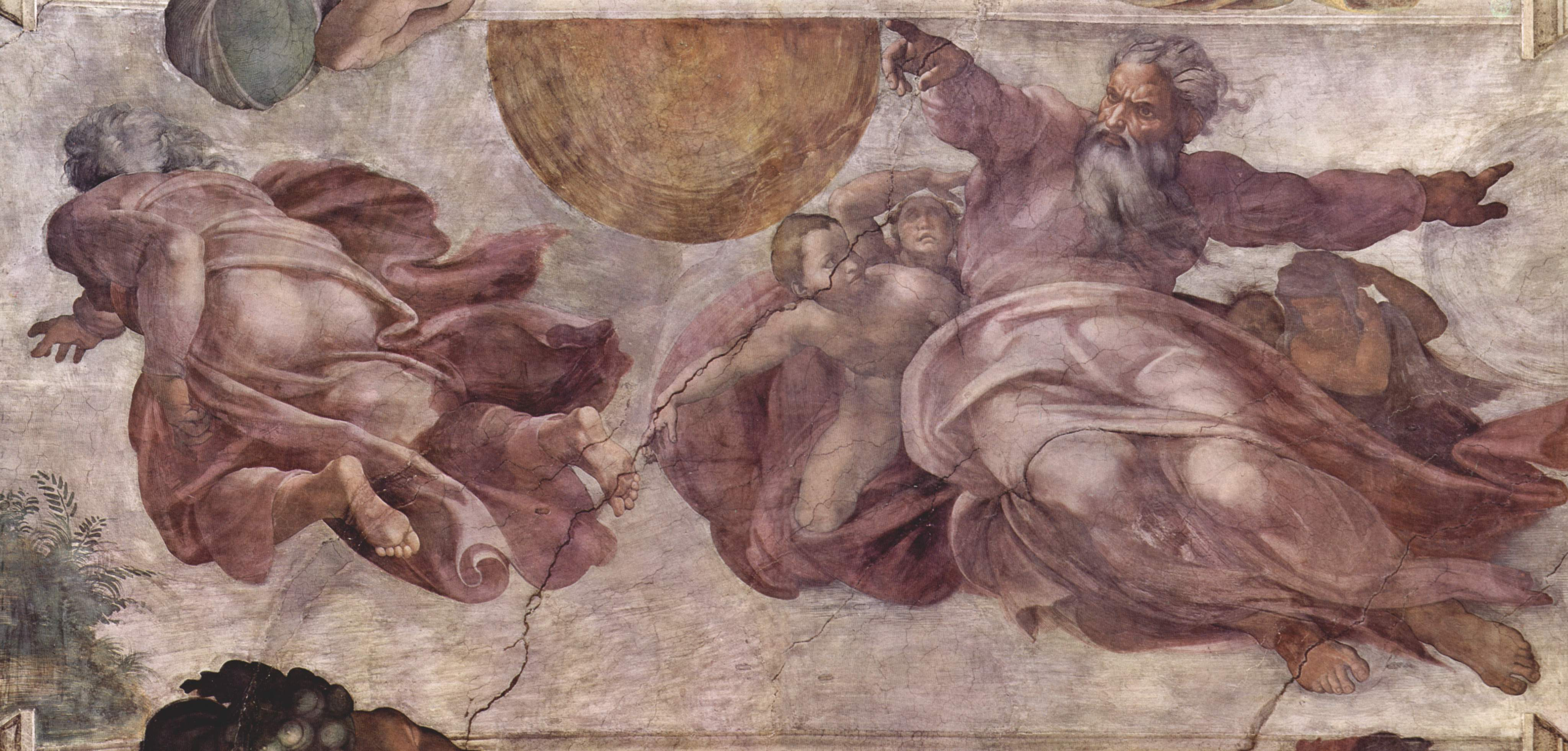
O afresco antes da restauração

Antes da restauração, o afresco tinha rachaduras profundas e tinha escurecido por séculos por restaurações inadequada e exposição à sujeira e à fuligem de velas. A limpeza trouxe à luz as cores deslumbrantes, em sintonia com delicadas variações cromáticas, principalmente nas vestes do Criador. Foi redescoberto como até as sombras são brilhantes graças à luz intensa que atinge os protagonistas.